# Голландська Вест-Індійська компанія

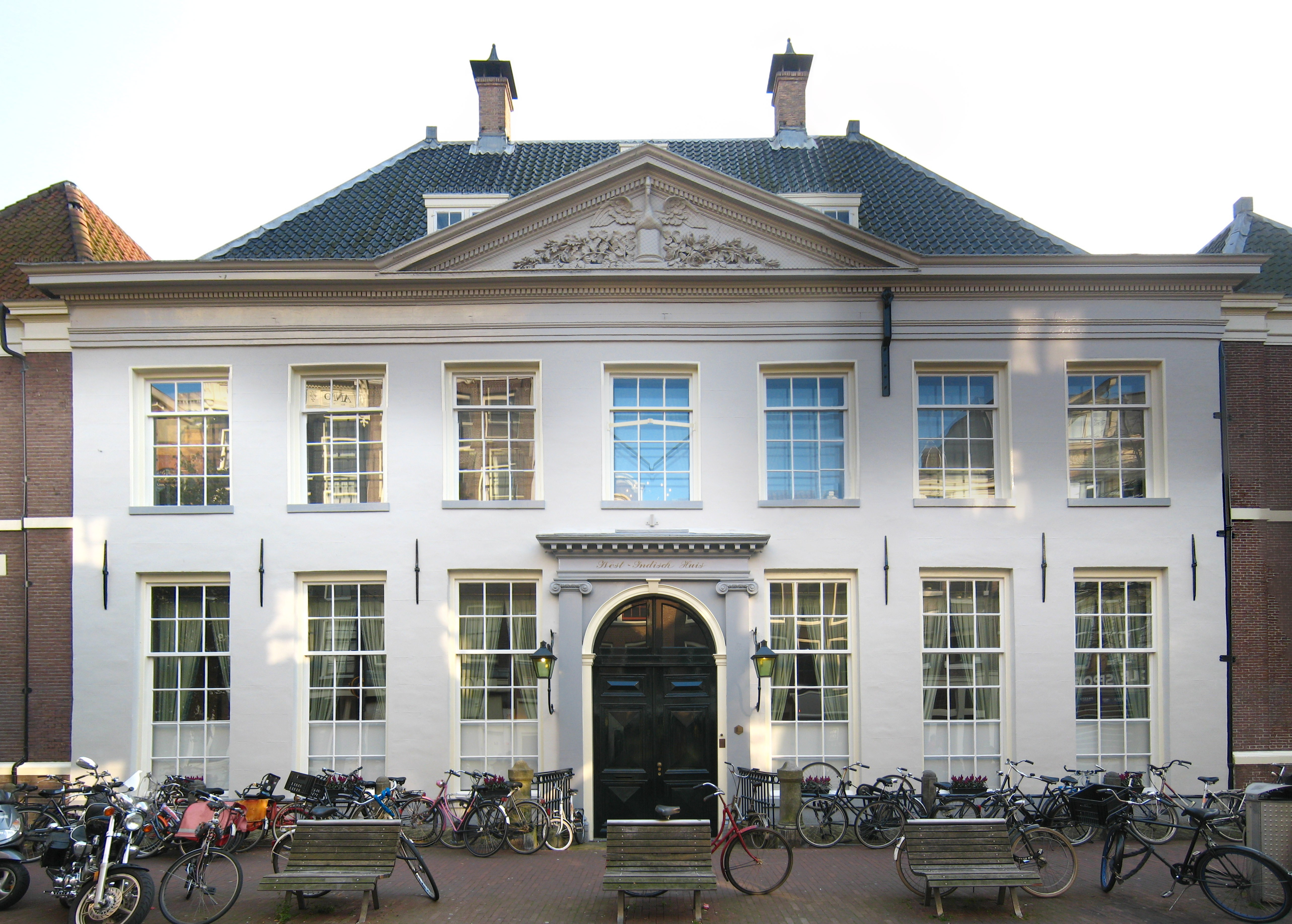
Амстердамське представництво Вест-Індійської компанії (1623—1647)

Голландська Вест-Індійська компанія (нід. Westindische Compagnie [ʋɛstˈɪndisə kɔmpɑˈɲi], скор. WIC; офіційно відома як GWC (Geoctrooieerde Westindische Compagnie; укр. Дипломована Вест-Індська компанія)) — голландська торгова компанія, що була чартерною (або хартійною) компанією голландських купців та іноземних інвесторів. Заснована 3 червня 1621 року. Серед її батьків-засновників був Віллем Усселінкс (1567—1647). 
Республіка семи сполучених провінцій надала Вест-Індійській компанії хартію для торгової монополії у Вест-Індії (Голландських Карибах). Компанія отримала юрисдикцію над голландською Атлантичною работоргівлею, Бразилією, Карибським басейном і Північною Америкою. Область, в якій компанія могла функціонувати складалася із Західної Африки та обох Америк (Північної та Південної), а також включала Тихий океан і східну частину Нової Гвінеї. Хартія, видана компанії, мала на меті усунення конкуренції в торгівлі, зокрема збоку Іспанії та Португалії. Компанія відіграла важливу роль в голландській колонізації обох Америк (включаючи Нову Голландію) у XVII столітті.
Основні напрями діяльності компанії: работоргівля, торгівля золотом, сріблом, хутром, цукром, слоновою кісткою, а також піратство (особливо пограбування іспанських кораблів). Компанія мала 5 офісів у метрополії, зокрема в Амстердамі та Роттердамі), і керувалася радою з 19 купців.
З 1624 по 1654 рік, у контексті голландсько-португальської війни, WIC утримувала португальську територію на північному сході Бразилії, але була витіснена з Голландської Бразилії після запеклого опору. Після кількох реорганізацій WIC, у 1675 році компанії було видано нову хартію, в основному завдяки впливу в  работоргівлі через Атлантичний океан. Ця «нова» версія компанії проіснувала більше століття, аж до Четвертої англо-голландської війни, під час якої вона втратила більшість своїх активів.

## Походження
Коли Голландська Ост-Індійська компанія, також відома як VOC, з'явилася у 1602 році, деякі торговці в Амстердамі не погоджувалися з її монополістичною політикою. 
За допомогою Петера Планціуса, фламандського астронома, який займався виробництвом карт, глобусів і навігаційних приладів, ці торговці прагнули отримати доступ до Азії північно-східним або північно-західним напрямком, щоб обійти монополію VOC. 
У 1609 році англійський дослідник Генрі Гудзон, який працював на VOC, висадився на узбережжі Нової Англії і проплив річкою Гудзон, шукаючи Північно-Західний прохід в Азію. Проте йому не вдалося його знайти. 
У 1615 році Ісаак Лемер і Самуїл Бломарт за сприяння інших торговців, вирушили на пошуки південно-західного шляху біля Південної Америки та архіпелагу Вогняної Землі.
Також голландських торговців цікавив шлях до Африки. Одним із перших моряків, який зосередив свою увагу на торгівлі з Африкою, був Бальтазар де Мушерон. 
Торгівля з Африкою пропонувала кілька можливостей для створення торгових постів або факторій, що було важливою відправною точкою для подальших досліджень континенту. Однак Самуїл Бломарт заявив, що в 1600 році аж вісім голландських компаній плавали біля узбережжя Африки, змагаючись одна з одною за постачання міді з Королівства Лоанго. В одній з таких компаній працював Пітер ван ден Броеке. У 1612 році було побудовано голландську фортецю в Мурі (сучасна Гана), на території Голландського Золотого Берега.
У цей час тривала Голландська війна за незалежність (1568—1648) між Іспанією і Голландською республікою. Торгівля сіллю, цукром і тютюном з колоніями Карибського басейну була ускладнена цією війною та діями Іспанії та завмерла через мирні переговори. Іспанія запропонувала мир за умови, що Голландська Республіка вийде з торгівлі з Азією і Америкою. Іспанія відмовлялася підписати мирний договір, якщо буде створено голландську торгову компанію на території Вест-Індії. Великий пенсіонарій Голландської Республіки Йохан ван Олденбарневелт запропонував призупинити торгівлю із вест-індійськими колоніями в обмін на дванадцятирічне перемир'я.
Результатом було те, що протягом кількох років компанія функціонувала під іноземним прапором у Південній Америці. 
Проте, через десять років штатгальтер Моріц Оранський запропонував продовжити війну з Іспанією, й відвернути увагу Іспанії від Республіки. У 1619 році його опонент Йохан ван Олденбарневелт був обезголовлений, а коли через два роки, у квітні 1621 року, перемир'я минуло, вже не було перепон для створення Вест-Індійської компанії. 
Вест-Індська компанія отримала статут від Генеральних штатів у червні 1621 року, який надавав їй 24-річну монополію на торгівлю та колонізацію, яка включала американське узбережжя між Ньюфаундлендом і Магеллановою протокою. Одним із промоутерів компанії всі ці роки був Реньє Пау, який був одним із суддів у процесі над Олденбарневелтом, Гроцієм і Гогербетсом. Він призначив двох своїх синів першими управителями компанії в 1621 році. Обидва сини, як Пітер, так і Міхаель Реньє Пау працювали у WIC протягом п'ятнадцяти років. Реньє Пау-молодший, Корнеліс Бікер і Самуель Бломмарт були призначені в 1622 році.
Використавши послаблення Португальської колоніальної імперії, голландцям вдалося заволодіти північною частиною Бразилії (див. Голландська Бразилія), а також Суринамом та рядом островів Вест-Індії (див. Нідерландські Антильські острови). Головною голландською факторією в Північній Америці став Новий Амстердам (на території теперішнього Нью-Йорка). На узбережжі Африки вдалося захопити ряд португальських фортів та заснувати власні форти (див. Голландська Гвінея).

## Вест-Індійська Компанія

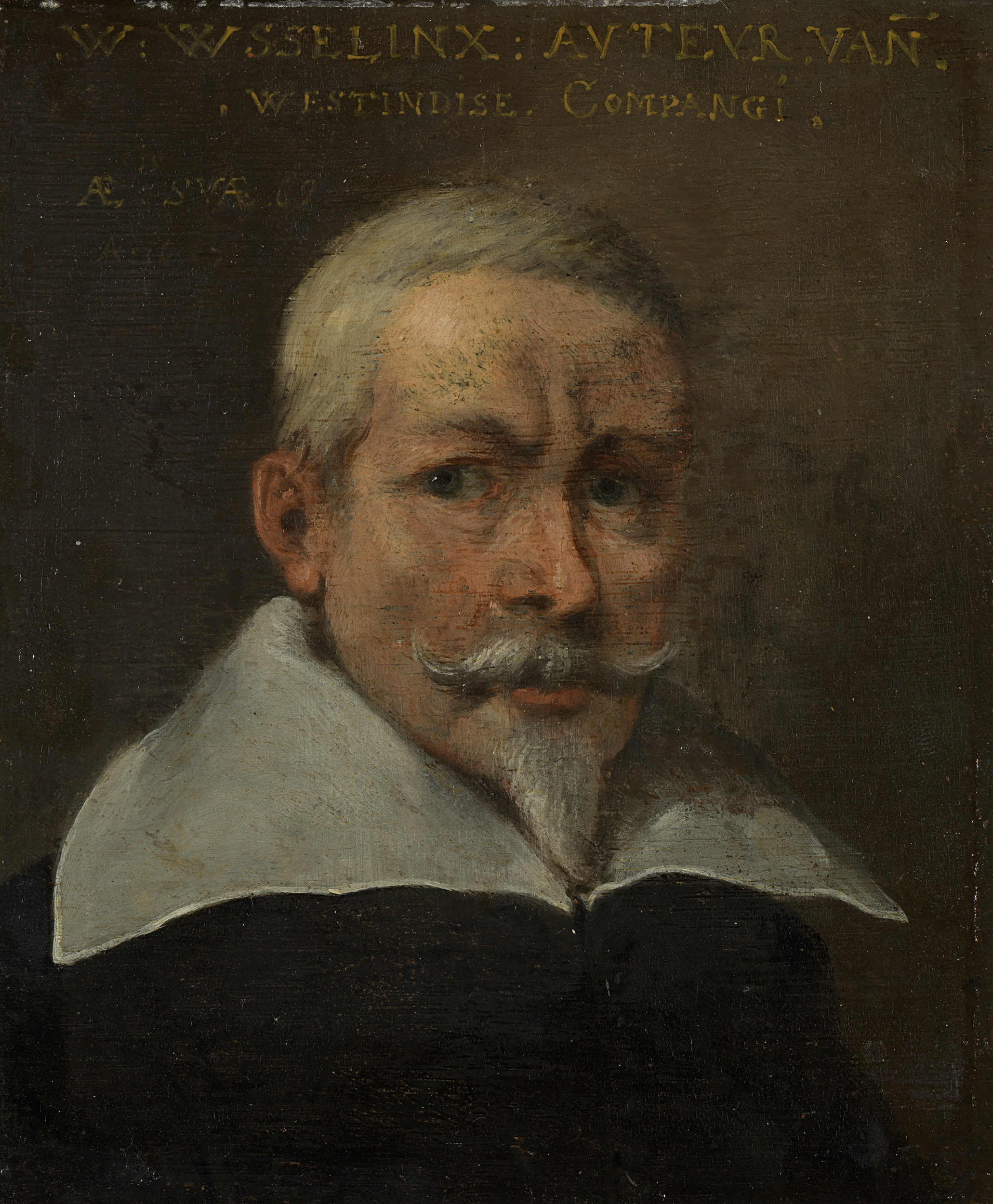
Віллем Усселінкс, співзасновник Голландської Вест-Індійської компанії

WIC була організована за аналогією з Голландською Ост-Індійською компанією (голландською: Vereenigde Oost-Indische Compagnie, скорочено VОС). Як і VОС, WIC мала п'ять відділень, званих камерами (kamers), в Амстердамі, Роттердамі, Горні, Міддельбурзі та Гронінгені, з яких камери в Амстердамі та Міддельбурзі мали найбільший вплив і внесок у компанію. 
Рада складалася з 19 членів, відомих як «Дев'ятнадцять джентльменів».
Інституційна структура WIC відповідала федеральній структурі, яка передбачала широке обговорення будь-якого рішення, з регіональним представництвом: 8 представників з Амстердама; 4 від Зеландії; по 2 від «Північної області»(Noorderkwartier) - Горн і Енкхейзен; від Маасу (Роттердам, Делфт і Дордрехт), регіону Гронінген і один представник від Генеральних штатів. Кожна область мала свою палату та раду директорів. Термін дії статуту становив 24 роки.
Фінансування компанії було налагоджено аж у 1623 році, після того, як кілька учасників компанії під тиском погодились взяти фінансову участь. Генеральні штати Нідерландів і VОС пообіцяли один мільйон гульденів у вигляді капіталу і субсидій. Емігранти-кальвіністи з Іспанських Нідерландів також зробили значні інвестиції в WІC. 
Також Генеральні штати закликали муніципалітети та інші установи інвестувати в нову компанію, оскільки інвестори не поспішали вкладати свої гроші в компанію. Пояснення повільного інвестування окремих осіб полягало в тому, що акціонери «не мали контролю над політикою директорів і поводженням з грошима звичайних інвесторів». Для них це був «рекет», який мав забезпечити «зручні посади для директорів та їхніх родичів завдяки звичайним акціонерам». Директори VOC інвестували гроші в WІC, не проконсультувавшись зі своїми акціонерами, що викликало в останніх незгоду. 
Щоб залучити іноземних акціонерів, WIC запропонувала їм рівні права з голландськими, в результаті чого активізувались інвестори з Франції, Швейцарії та Венеції. Переклад оригінального статуту 1621 року також з’явився англійською мовою. 
До 1623 року капітал WІC у 2,8 мільйона флоринів був не таким великим, як первісна капіталізація VOC у 6,5 мільйона, але це все ще була значна сума. WIC мала 15 кораблів для торгівлі, які курсували біля узбережжя Західної Африки та Бразилії. На відміну від інших спілок та компаній, WIC не мала права розміщувати чи перевозити військові гарнізони. 
Коли дванадцятирічне перемир'я в 1621 році закінчилося, Республіка «звільнила руки», щоб знову вести війну з Іспанією. Був розроблений Гроот Дессейн — «Великий задум» (Groot Desseyn), щоб захопити португальські колонії в Африці та Америці, з метою домінування в торгівлі цукром та рабами. Коли цей план провалився, каперство стало однією з головних цілей в рамках WIC. Оснащення торгових суден зброєю і солдатами, щоб захистити себе від іспанських кораблів стало одним з перших завдань компанії. Майже на всіх суднах Вест-Індійської компанії в 1623 році розміщувалось від 40 до 50 солдатів, які мали допомогти в захопленні ворожих кораблів. 

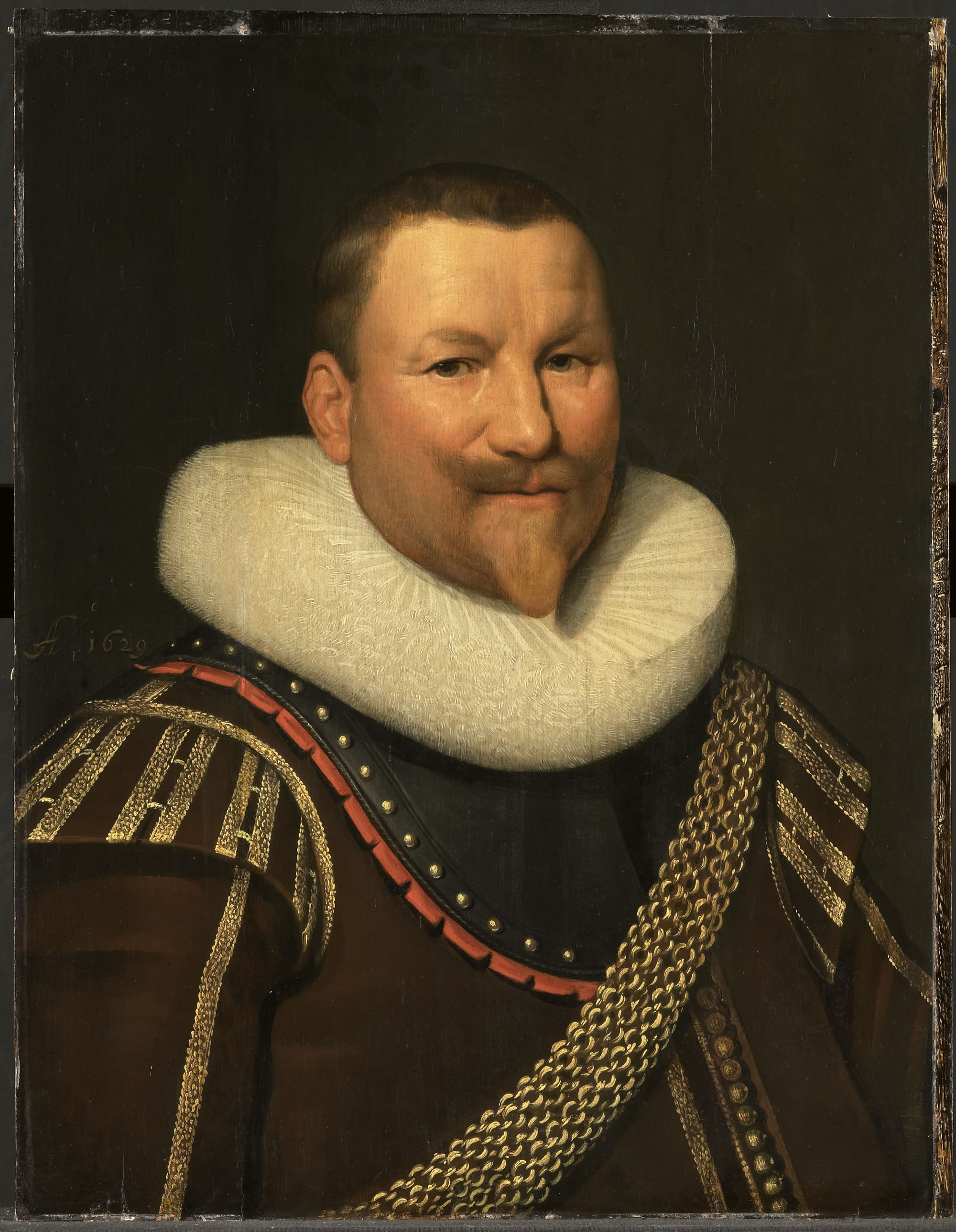
Піт Пітерзон Гайн, який захопив іспанський "срібний флот" в 1628 році

Спочатку Вест-Індійська компанія зазнала жахливого провалу з погляду її перших вартісних проєктів, і її директори перенесли акцент із завоювання територій для колоній на каперство та піратство. Найбільш винятковим успіхом WIC завдяки Піту Гайну стало захоплення іспанського «Срібного флоту», який перевозив срібло з іспанських колоній до Іспанії. Гайн також захопив партію цукру з Бразилії та галеон з Гондурасу з какао, індиго та іншими цінними товарами. Каперство було найприбутковішою діяльністю Піта Гайна та всієї Вест-Індійської компанії наприкінці 1620-х років. 
Попри успіх Піта Гайна в каперстві, директори компанії зрозуміли, що це не є сталою основою для довгострокового прибутку, що спонукало їх відновити спроби захоплення територій в обох Америках. Вони вирішили, що їх метою буде Бразилія.
Стосовно цього питання довгий час тривали конфлікти між директорами з різних районів Нідерландів, причому Амстердам все менше і менше підтримував компанію. Міста, що не мають морського порту, такі як Гарлем, Лейден і Гауда, а також Енкхейзен і Горн з ентузіазмом сприймали захоплення нових територій. Вони відправили флот до Бразилії, захопивши Олінду і Пернамбуку в 1630 році. Це була перша спроба створення Голландської Бразилії, але Вест-Індійська компанія не змогла утримати нові землі через сильний опір португальців. 
Кораблі компанії продовжували каперство в Карибському морі, а також захоплювали життєво важливі ресурси, зокрема соляні копальні. Загальна неуспішність компанії призвела до різкого падіння її акцій, і голландці та іспанці відновили переговори про перемир’я в 1633 році.
У 1629 році WIC надала дозвіл кільком інвесторам у Нових Нідерландах заснувати патронажні поселення, що стало можливим завдяки Хартії свобод і винятків, яка була ратифікована Генеральними штатами Нідерландів 7 червня 1629 року. Патронажні поселення були створені для допомоги в заселенні колоній. Було надано гранти, які надавали землю приблизно 50 особам «віком від 15 років» на один грант, переважно в регіоні Нових Нідерландів. Учасники грантів могли розширити розмір своїх земельних наділів до 4 миль, «вздовж берега або вздовж одного берега судноплавної річки...». Ренселлерсвейк був найуспішнішим патронатом Голландської Вест-Індійської компанії.

Область Нових Нідерландів, яка включала Новий Амстердам, охоплювала частини сучасних Нью-Йорка, Коннектикуту, Делаверу та Нью-Джерсі. Інші поселення були засновані на Нідерландських Антильських островах і в Південній Америці, зокрема в Голландській Бразилії, Суринамі та Гаяні. В Африці поселення були створені на Золотому узбережжі (нині Гана), Невільницькому узбережжі (нині Бенін) і на короткий час в Анголі. Це була неофеодальна система, де патронам-власникам грантів були надані значні повноваження по контролю над заморськими колоніями.

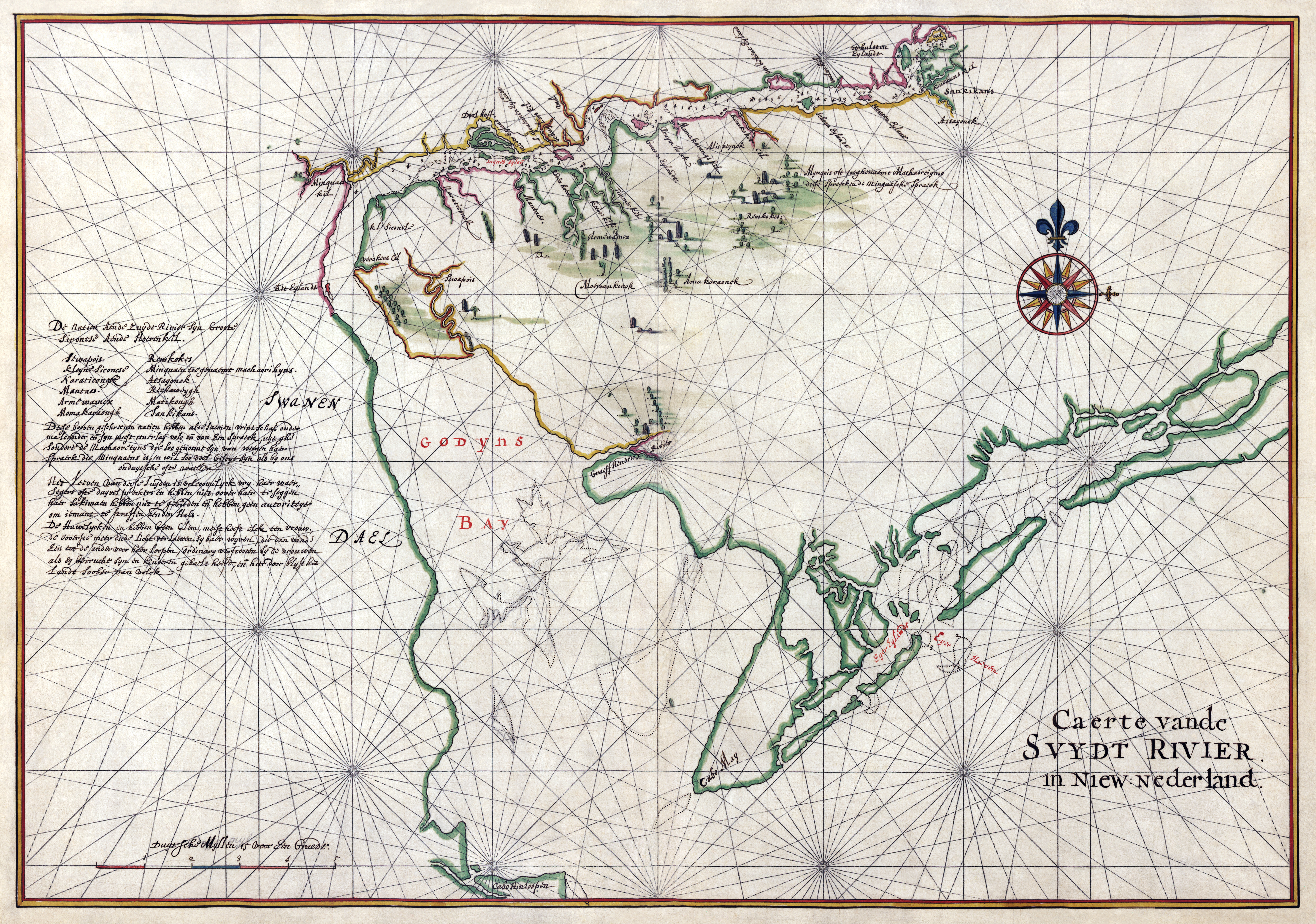
Морська карта Сваанендалю ("Swanendael") та затока Годіна(пізніше – затока Делавер) у Нових Нідерландах. Сваанендаль був патронатом, заснованим Семюелем Годіном, одним з адміністраторів Голландської Вест-Індської компанії, у 1629 році. Годін подав свої претензії на землю до Вест-Індської компанії під юрисдикцією Хартії свобод і звільнень. Через короткий час 32 перших жителі були вбиті місцевими індіанцями, і Годін продав свою землю назад Вест-Індській компанії. Вест-Індська компанія зберегла назви місцевості, включаючи затоку Годіна, яка згодом стала затокою Делавер.

Хутро (з Північної Америки) і цукор (з Південної Америки) були найважливішими товарами торгівлі, тоді як африканські поселення торгували поневоленими людьми (в основному, призначеними для плантацій на Антильських островах і в Суринамі), золотом і слоновою кісткою.

### Занепад

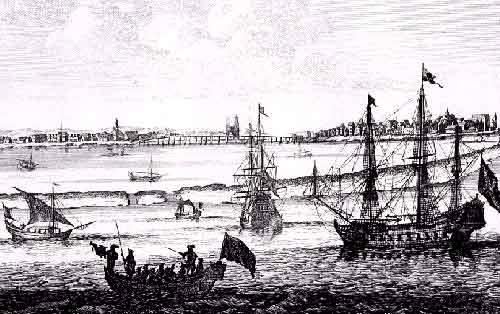
Ресіфі або Мауріцстад - столиця Нової Голландії

Поселенці учасники програми грантів від Вест-Індійської компанії Альберт Бург, Самуель Бломарт, Самуель Годін, Йоханнес де Лает не мали великого успіху у заселенні колоній Нових Нідерландів, а також не мали захисту від місцевих індіанців. Тільки Кільєну ван Ренсселаеру вдалося зберегти своє поселення на півночі уздовж ріки Гудзон. Самуель Бломарт таємно намагався домогтися зберегти свої інтереси шляхом передачі колоній Нової Швеції на Делавері та південніше. 
Основна увага WIC в той час приділялася Бразилії. Лише у 1630 році Вест-Індійській компанії вдалося завоювати частину Бразилії. 
У 1630 році була заснована колонія Нова Голландія (столиця Мауріцстад, сучасне Ресіфі), яка увібрала в себе португальські володіння в Бразилії. 
Разом з тим війна вимагала витрат багатьох сил, і компанія повинна була працювати під постійною загрозою банкрутства. Насправді WIC збанкрутувала у 1636 році та всі спроби реабілітації були приречені на невдачу.
Через тривалі війни в Бразилії ситуація для WIC в 1645 році була дуже поганою. Спроба компенсувати збитки WIC коштом прибутку VОС не вдалася, оскільки керівники VОС цього не хотіли. Об'єднання двох компаній теж не було можливим. Амстердам не був готовий допомогти, тому що Голландія мала занадто великий інтерес у нормальних торговельних відносинах з Португалією. Це байдуже ставлення Амстердама було головною причиною політики, яка в кінцевому підсумку призвела до втрати колонії. У 1647 році Компанія здійснила ремісію, використавши 1,5 мільйона гульденів з капіталу VОС. Генеральні штати взяли на себе відповідальність за війну в Бразилії.
У зв'язку з Вестфальським миром пограбування іспанських кораблів більше не допускалося. Багато купців з Амстердама та Зеландії вирішили працювати з морськими компаніями і торговцями зі Священної Римської імперії, Данії–Норвегії, Англії та інших країн Європи. 
У 1649 році WIC отримала монополію на золото і поневолила африканців разом із королівством Аккра (нинішня Гана). У 1662 році WIC отримала кілька asiento-контрактів (контрактів на постачання рабів) з іспанською короною, за якими голландці були зобов'язані доставити 24 000 поневолених африканців. Вплив WIC в Африці опинився під загрозою під час Другої та Третьої англо-голландських війн, але спроби Англії витіснити голландців з регіону зрештою виявилися марними.
Перша Вест-Індська компанія зазнала тривалої агонії, і її кінець у 1674 році був безболісним. Причинами того, що агонія WIC змогла затягнутися на двадцять років, були її цінні західноафриканські володіння та прибутки від работоргівлі.

## Нова(друга) Вест-Індійська компанія
Після того, як WIC не змогла погасити свої борги в 1674 році, компанія була розпущена. Але через високий попит на торгівлю із Заходом (в основному работоргівлю), а також той факт, через те, що досі існувало багато колоній, було прийнято рішення про створення Другої Вест-Індійської компанії (її також називають Нова Вест-Індійська компанія) у 1675 році. Нова компанія мала ту ж саму торговельну площу свого впливу, що й перша. Всі кораблі, фортеці, тощо були передані новій компанії. Кількість директорів було скорочено з 19 до 10, а кількість губернаторів — з 74 до 50. Нова WIC близько 1679 року мала капітал трохи більший за 6 мільйонів гульденів, який був значною мірою наданий Амстердамською палатою.
З 1694 по 1700 роки WIC вела довгий конфлікт з Британською Африканською компанією за права торгівлі уздовж Золотого Берега (сучасної Гани). У конфлікт була втягнута значна кількість сусідніх африканських королівств (комендські війни), що призвело до заміщення торгівлі золотом торгівлею поневоленими африканцями.
Після Четвертої Англо-Голландської війни стало очевидно, що Голландська Вест-Індійська компанія більше не здатна захищати власні колонії, оскільки Сінт-Естатіус, Бербіс, Ессекібо, Демерара та деякі форти на Голландському Золотому Березі були швидко захоплені британцями. У 1791 році акції компанії були викуплені голландським урядом, і 1 січня 1792 року всі території, які раніше належали Голландській Вест-Індській компанії, перейшли під владу Генеральних штатів Нідерландської Республіки. Близько 1800 року була спроба створити третю Вест-Індійську компанію, але ця спроба була безрезультатною.